# Alseis costaricensis
Alseis costaricensis är en måreväxtart som beskrevs av Charlotte M. Taylor. Alseis costaricensis ingår i släktet Alseis och familjen måreväxter. Inga underarter finns listade i Catalogue of Life.